# Plagiochila
Plagiochila ist eine Lebermoosgattung der Ordnung Lophocoleales. 

## Merkmale
Plagiochila bildet kräftige Pflanzen mit einem kriechenden Stämmchen, die Äste stehen meistens aufrecht. Die Flankenblätter sind schräg angewachsen. Am Vorderrand sind sie gerade, am Hinterrand gebogen und gezähnt. Die Unterblätter sind unscheinbar und können auch fehlen. Die Pflanzen sind getrenntgeschlechtig (diözisch). Männliche Pflanzen haben einen dichten, ährenartigen endständigen Stämmchenabschnitt.

## Verbreitung Systematik
Plagiochila ist eine Gattung der Familie Plagiochilaceae. Sie ist die artenreichste Gattung der Lebermoose und umfasst über 500 Arten, die meist in den Tropen vorkommen. In Europa und Makaronesien sind 14 Arten heimisch, vorwiegend in atlantisch getönten Gebieten. In Deutschland sind folgende Arten heimisch:
- Plagiochila asplenioides
- Plagiochila porelloides
- Plagiochila punctata

## Belege
- Jan-Peter Frahm, Wolfgang Frey, J. Döring: Moosflora. 4., neu bearbeitete und erweiterte Auflage (UTB für Wissenschaft, Band 1250). Ulmer, Stuttgart 2004, ISBN 3-8001-2772-5 (Ulmer) & ISBN 3-8252-1250-5 (UTB).